# IDVD
iDVD는 애플에서 제작한 단종된 맥 (컴퓨터) 응용 프로그램으로, DVD를 만드는 데 사용할 수 있다.
iDVD를 사용하면 사용자는 DVD 메뉴(메인 메뉴 및 챕터 선택 메뉴 등)를 디자인하고 영화, 슬라이드쇼, 음악을 DVD에 구울 수 있어 상용 DVD 플레이어에서 재생할 수 있다. 이는 아이무비의 보조 도구로서 애플의 "디지털 허브" 전략의 일부로 만들어졌다. 초기 버전은 긍정적인 평가를 받았지만, 이후 버전은 인터넷 비디오가 DVD를 앞지르면서 쇠퇴했고, iDVD는 2011년에 폐기되었다.

## 버전 역사
| 버전         | iLife     | 출시일           | Ref           |
| ------------ | --------- | ---------------- | ------------- |
| 1            | 빈칸      | 2001년 1월 9일   | [ 1 ]         |
| 2            | 빈칸      | 2001년 10월 31일 | [ 2 ]         |
| 3            | iLife     | 2003년 1월 31일  | [ 3 ] [ 4 ]   |
| 4            | iLife '04 | 2004년 1월 16일  | [ 5 ]         |
| 5            | iLife '05 | 2005년 1월 22일  | [ 6 ]         |
| 6            | iLife '06 | 2006년 1월 10일  | [ 7 ] [ 8 ]   |
| '08 (v7)     | iLife '08 | 2007년 8월 7일   | [ 9 ]         |
| '09 (v7.0.3) | iLife '09 | 2009년 1월 27일  | [ 10 ] [ 11 ] |
| '11 (v7.1)   | iLife '11 | 2010년 10월 20일 | [ 12 ]        |